# Aules
Aules: publicació dels alumnes de l'Institut de Reus va ser una publicació dels estudiants de l'Institut de Reus que sortí durant dos cursos, el 1934-1935 i el 1935-1936.

## Història
La seva finalitat era donar a conèixer les inquietuds dels estudiants de l'Institut i el moviment cultural en què actuaven. Volien també ser un portaveu dels estudiants que intentaven obrir-se camí en el camp de les lletres. Al número 1 (15 d'octubre de 1934) deien: "Ens hem decidit a publicar aquest periòdic, perquè estem fortament convençuts que tots teniu dintre vostre unes idees en estat més o menys embrionari i que no us atreviu a plasmar damunt del paper […] voldríem que tinguéssiu plena confiança amb Aules...".
Els redactors eren els alumnes dels últims cursos de batxillerat. Del número 1 al 15-16 (1934-35): Carles Giró, Ramon Guardans, Wenceslau Amigó, Francesc Rodon, Eudald Mercadé, Juan-Amado Albouy, Maria Cabré… Del número 17 al 24 (1935-36): Francesc Baró, Benet Oriol, Josep Alsina, Joan Teixell, Xavier Amorós… Hi van publicar articles Salvador Vilaseca, Alexandre Frías, Josep Caixés, Josep Maria Guix Sugranyes, Antoni Correig, Pere Cavallé, Joan Gilabert i altres. Els temes més tractats eren referits al món de la cultura: cinema, música, poesia, literatura... però també tractaven temes històric, geogràfics i científics. A l'Institut de Reus, i amb un abast més comarcal, s'editava també Batxiller.

## Aspectes tècnics
El primer número va sortir el 15 d'octubre de 1934 i el darrer el maig de 1936. El curs 1934-1935 (núms. 1-15/16) era quinzenal. Del número 17 al número 24 (1935-36) mensual. La majoria de números tenien 12 pàgines i vuit pàgines més de publicitat, normalment de comerços, laboratoris i petites indústries locals. El format era de 20x21 cm. L'imprimia la Impremta Ferrando, al raval de Francesc Macià número 35 de Reus. Els mesos de maig, al final del curs acadèmic, publicaven números extraordinaris. La redacció era a l'Institut de Reus. Es podia fer una subscripció a partir el butlletí de subscripció que apareixia en alguns números. Es venia a 25 cèntims el número. Es van publicar un total de 24 números, repartits en dos cursos acadèmics.

## Localització
- Col·lecció completa a la Biblioteca Central Xavier Amorós de Reus[2]
- Col·lecció a la Biblioteca del Centre de Lectura de Reus[3]